# Kościół św. Józefa we Wrześni
Kościół św. Józefa we Wrześni - murowany kościół w północno-zachodniej części Wrześni, zlokalizowany na osiedlu Lipówka, przy ulicy Świętokrzyskiej, nad Jeziorem Wrzesińskim.
Zbudowany w latach 1982-1985 w pobliżu drewnianego kościoła Świętego Krzyża. Został poświęcony w dniu 30 września 1985 przez ks. prymasa kardynała Józefa Glempa. Po prawej stronie od wejścia głównego do kościoła znajduje się pamiątkowa tablica upamiętniająca to wydarzenia. Na tablicy medaliony z wizerunkami ks. prymasa i papieża Jana Pawła II.
Kościół na planie prostokąta, jednonawowy, z przylegającą od strony wschodniej zakrystią, również na planie prostokąta. Z zewnątrz nieotynkowany - elewacja z surowej cegły. Dach spadzisty, kryty czerwoną blachodachówką. Na ścianie frontowej duży metalowy krzyż wystający ponad dach kościoła. W głównym ołtarzu figura św. Józefa. W bocznych ścianach duże trójkątne okna z witrażami przedstawiającymi m.in. postać Jana Pawła II, pomnik Dzieci Wrzesińskich oraz kościół Świętego Krzyża we Wrześni.